# Yotsuya
Yotsuya (四谷, 四ツ谷) és un barri del districte de Shinjuku, en Tòquio. Anteriorment (1889-1947) va ser un districte de la ciutat de Tòquio, a la prefectura de Tòquio.

## Geografia
Yotsuya es troba en la part sud-est de Shinjuku. Abans de 1943, quan Tòquio era encara una ciutat, Yotsuya fou un dels seus districtes i disposava de límits definits, però avui en dia els límits del barri no són massa clars. Generalment estan definits com a l'espai de jurisdicció de la branca de Yotsuya de l'ajuntament de Shinjuku i la comisaria de Yotsuya, la qual inclou més parts de Shinjuku (com l'avinguda Meiji i l'avinguda Yasukuni). Cap a l'est limita amb el barri de Banchō, en Chiyoda.

## Història
Abans de la crescuda d'Edo, Yotsuya va ser només una vila agricola fora de la ciutat. En 1634, amb l'excavació del fossat exterior del castell Edo molts temples i santuaris es van mudar a Yotsuya. El fossat disposava de murs de pedra i de torres de vigilància. La torre de vigilància de Yotsuya es trobava prop d'on es troba en l'actualitat l'estació de Yotsuya.
La reubicació dels temples i la construcció de la torre va portar a la zona a molts treballadors que s'hi instal·laren i amb el posterior incendi de Meireki molta gent es traslladà a Yotsuya, que s'havia salvat de les flames. Gradualment, la zona va començar a formar part de la ciutat d'Edo.
En 1695, el shogun Tokugawa Tsunayoshi va ordenar la construcció a la zona d'una gran gossera. El propòsit d'aquesta instal·lació va ser arreplegar gossos del carrer com a part de la política del shogun de mostrar misericòrdia als animals. Les instal·lacions, fora de la porta de Yotsuya ocupaven els 66.000 metres quadrats.
Yotsuya es desenvolupà ràpidament gràcies a la seua ubicació central. En 1894, el ferrocarril Kōbu, predecessor de l'actual Línia Principal Chūō, va estendre la seua línea entre Shinjuku i Tachikawa fins Ushigome i obrí les estacions de Yotsuya i Shinanomachi. El ferrocarril va permetre el fàcil transport de matèries a la zona; aviat les indústries del llapis i el tabac s'instal·laren a la zona i poc després altres indústries que començaren amb el desenvolupament actual de Yotsuya.
En 1947, Yotsuya es va fusionar amb el districte de Ushigome per a formar el nou districte de Shinjuku.